# مکدونسکی زلسنیچی
مکدونسکی زلسنیچی (مقدونی: Македонски Железници (МЖ)) شرکت ترابری ریلی در مقدونیه شمالی است.